# Sonnendorf (Thüringen)
Sonnendorf is een  dorp in de Duitse gemeente Bad Sulza in het landkreis Weimarer Land in Thüringen. Het dorp wordt voor het eerst genoemd in 1699. In 1994 werd de tot dan zelfstandige gemeente toegevoegd aan de gemeente Bad Sulza.
Auerstedt · Bergsulza · Dorfsulza · Flurstedt · Gebstedt · Ködderitzsch · Neustedt · Oberneusulza · Reisdorf · Schwabsdorf · Sonnendorf · Stadtsulza · Wickerstedt